# مار ماري
كنيسة مار ماري الكلدانية بغداد: 
تقع هذه الكنيسة في بغداد شرق القناة في حي البنوك تأسست سنة 1980 تابعه لطائفة الكلدان الكاثوليك، سميت بأسم شفيعها القديس (مار ماري) ماري الرسول وهو مبشر بلاد ما بين النهرين واحد التلاميذ الاثنين والسبعين الذين تتلمذوا على يد مار أدي الرسول الذي تلقى تعاليمه من مار توما أحد تلاميذ المسيح.
في القرون الأولى للمسيحية.
تناوب على خدمتها عدة قسان والكنيسة مازالت نشطة وتقام فيها القداسات الاسبوعيه.
تعرضت لعدة أعمال إرهابية بعد سنة 2003 والاحتلال الأمريكي. من هذه الهجمات كانت عبوتين ناسفتين وايضا تعرض الخوري دوكلاس البازي لعملية اختطاف واطلق صراحه فيما بعد بعد دفع فدية مالية. واغلقت الكنيسة لمدة سنتين بعد الحادثة ثم اعيد افتتحها بعد تحسن الاوضاع واليوم تنشط وتزخر بالنشاطات.